# Ons Belang (waterschap)
De Ons Belang is een voormalig waterschap in de provincie Groningen.
Het schap lag in de driehoek tussen het Damsterdiep (tussen Oosterdijkshorn en Ten Post), de Ten Poster Ae (globaal tussen Ten Post en Woltersum) en het Lustigemaar (tussen Woltersum en Oosterdijkshorn). Het ontstond in 1916 als samenvoeging van de Tuiningapolder, De Hoop, de Woldringpolder, de Van Timmerenpolder, de Kimmpolder en nog enige gronden die voordien niet onder waterschapsverband vielen. In 1963 werd de Reddingiuspolder toegevoegd. De bemaling van de polder stond in het Lustigemaar, dicht bij de uitmonding hiervan in het Damsterdiep. 
Waterstaatkundig gezien ligt het gebied sinds 2000 binnen dat van het waterschap Noorderzijlvest.